# Wapen van Geertruidenberg

Het wapen van Geertruidenberg.

Het huidige wapen van Geertruidenberg stamt van 16 juli 1816. Ondanks een fusie in 1997 met de gemeente Raamsdonk heeft Geertruidenberg haar wapen behouden.

## Geschiedenis
De eerdere wapens van Geertruidenberg toonden of een leeuw op het schild, of de naamgeefster van de stad: Sint Geertruid, maar ook twee keer een adelaar. De adelaar stond op de tegenzegels van de zegels met de heilige er op.
In de loop der tijden heeft het wapen dat door de leeuw gehouden wordt verschillende vormen gekend. Het had soms de vorm van een hellebaard, knots en lans. Voor 1647 wisselen de kleuren tussen bruin en metaalkleurig, pas na 1647 zijn de wapens steevast zwart van kleur.
Sinds 1569 wordt het schild binnen de zogenaamde Hollandse tuin geplaatst. Bij de aanvraag van het wapen werd om het historische wapen gevraagd, maar dan met speer als wapen. Dit wapen werd ook gegeven.

## Blazoen
De beschrijving van het wapen van Geertruidenberg luidt als volgt:
Van goud, beladen met een klimmende leeuw van keel, houdende in deszelfs pooten een gebogen speer van sabel. Het schild staande in de Hollandsche Tuin en gedekt met een kroon van vijf fleurons van hetzelfde.
Dit houdt in dat het schild goud van kleur is met daarop een rode klimmende leeuw. Deze leeuw houdt in diens poten een zwarte gebogen speer. Het schild heeft als schildhouder de Hollandse tuin en wordt gedekt door een gouden kroon van vijf bladeren, met daartussen vier parels.

## Vergelijkbare wapens
De volgende wapens kunnen vergeleken worden met het wapen van Geertruidenberg:

Het wapen van Gent